# 1932年のラジオ (日本)
1932年のラジオ (日本)では、1932年の日本のラジオ番組、その他ラジオ界の動向について記す。

## 主なその他ラジオ関連の出来事
- 2月6日 -  日本放送協会が函館で放送開始。
- 2月26日 - 日本放送協会が秋田で放送開始。
- 3月7日 - 日本放送協会が松江で放送開始。
- 3月22日 - 日本放送協会が高知で放送開始。
- 12月21日 - 日本放送協会が京都で放送開始。

## 主な放送番組

### 開始番組

#### 1932年2月放送開始
東京中央放送局
- 9日 - 中部支那事情特別講座[1]

#### 1932年6月放送開始
東京中央放送局第1放送
- 1日
  - コドモの新聞[2]
  - カレント・トピックス[2]